# مسجد جامع کیلان
مسجد جامع کیلان مربوط به دوره ایلخانی است و در شهرستان دماوند، کیلان، داخل شهر واقع شده و این اثر در تاریخ ۹ اردیبهشت ۱۳۸۲ با شمارهٔ ثبت ۸۵۱۲ به‌عنوان یکی از آثار ملی ایران به ثبت رسیده است.